# Pattinaggio artistico su ghiaccio
Il pattinaggio artistico su ghiaccio è una specialità dello sport olimpico, Pattinaggio di figura, per la quale ai giochi olimpici invernali si assegnano tre diversi titoli: individuale maschile, individuale femminile e a coppie. È uno sport completo che si pratica in speciali piste ghiacciate.